# 南曹街道
南曹街道，是中华人民共和国河南省郑州市管城回族区下辖的一个街道。

## 行政区划
南曹乡下辖以下地区：
南曹村、刘德城村、席村、毕河村、大湖村、小湖村、张华楼村、李马庄村、野曹村和苏庄村。

## 交通
- 京广铁路：小李庄站